# جيرد بينيج
جيرد بينينج  (بالألمانية: Gerd Binnig) هو عالم فيزيائي ألماني حاز على جائزة نوبل للفيزياء عام 1986 عن اختراعه المجهر الإلكتروني الماسح. وقد شاركه في الجائزة العالم الألماني إرنست روسكا والعالم السويسري هاينريخ روهرير.
ولد جيرد بينيج  في 20 يوليو 1947 بمدينة فرانكفورت بألمانيا. بدأ جيرد بينيج عمله لدي شركة أي بي إم بمدينة زيوريخ بسويسرا عام 1978 وانضم إلى المجموعة العلمية، واستطاع بالمشاركة مع هاينريخ روهرير اختراع مجهر المسح النفقي (STM).

## اقرأ أيضا
- مجهر مسح نفقي
- هاينريخ روهرير

## روابط خارجية
- جيرد بينيج على موقع الموسوعة البريطانية (الإنجليزية)
- جيرد بينيج على موقع مونزينجر (الألمانية)
- جيرد بينيج على موقع إن إن دي بي (الإنجليزية)